# Jiangxi Copper
Jiangxi Copper (forenklet kinesisk: 江西铜业; traditionelt kinesisk: 江西銅業) (HKEX: 358, SSE: 600362) er enkinesisk kobber- og metalproducent. Operationerne omfatter minedrift, fræsning, smeltning og raffinering til brug for kobber-relaterede produkter inklusive pyrit-koncentrater, svovlsyre og elektrolyt guld og sølv. Hovedsædet ligger i Guixi i Jiangxi. Koncernen har omkring 34.000 ansatte.

Jiangxi Copper er med en årlig produktion på 340.000 tons kobber årligt den største kobberproducent i Kina. Produktionen sker fra egne miner Dexing og Yongping brudene og Wushan og Jiangxi minerne.
Jiangxi Copper er også engageret i produktion, forarbejdning og salg af kobberkatoder, kobberstave, kobberkabler og andre relaterede produkter. Virksomheden leverer også metaller så som guld, sølv, kemiske produkter, svovl. Desuden sjældne metaller og mineraler så som molybdæn, selen, rhenium, tellur og bismuth.
Jiangxi Copper er også involveret i efterforskningen og udvindingen af kobber, guld, sølv, bly, zink og finansielle services.
Jiangxi Copper distribuerer sine produkter til det kinesiske marked og eksporterer til lande som Hongkong, Taiwan, Australien, Thailand, osv.
I 2008 øgede Jiangxi Copper sine metalreserver til ca. 6,09 millioner tons kobber, 145 tons guld og 1.700 tons sølv.
Jiangxi Copper Company Limited er i 1997 etableret af det statsejede moderselskab Jiangxi Copper Corporation. Jiangxi Copper Corporation ejer 48 % of Jiangxi Copper Company Limited. Moderselksabet er etableret i 1979.